# Análisis de diseños experimentales con igual número de submuestras

Puntos esparcidos aleatoriamente sobre un plano bidimensional. Los puntos más cercanos entre sí están resaltados en rojo.

La aleatoriedad se refiere a eventos, procesos o modelos en los que algunos de los resultados son esencialmente impredecibles debido a efectos relacionados con el azar. El concepto tiene diferentes caracterizaciones en matemáticas, ciencia, filosofía e historia.  No debe confundirse con indeterminación; la aleatoriedad implica impredictibilidad debida al azar, no simple falta de determinación o causalidad.
Por ejemplo, en matemáticas, solo una secuencia infinita puede ser realmente aleatoria (para secuencias finitas siempre es posible, en teoría, encontrar una fórmula determinista que la reproduzca, aunque sea extremadamente compleja). En física, se distingue entre una aleatoriedad teórica profunda (como la que podría existir en la física cuántica) y una aleatoriedad práctica (como en el lanzamiento de dados, donde, aunque el proceso es macroscópicamente determinista, el resultado es difícil de predecir). El resultado de un suceso aleatorio no puede determinarse a priori. El estudio de los fenómenos aleatorios se enmarca dentro de la teoría de la probabilidad y la estadística.
La palabra aleatorio se usa coloquialmente para expresar una aparente carencia de propósito, causa u orden. Sin embargo, el término aleatoriedad se utiliza más técnicamente para referirse a propiedades estadísticas medibles, como la ausencia de tendencias o correlaciones; es decir, la ausencia de patrones identificables. La aleatoriedad tiene un papel importante en la ciencia, la filosofía y la historia.

## Historia
La humanidad se ha preocupado por la aleatoriedad y la imprevisibilidad desde tiempos prehistóricos. La creencia en la adivinación (interpretar mensajes a partir de patrones aleatorios), los juegos de azar y, en parte, la devoción a deidades religiosas están vinculadas a la preocupación por la imprevisibilidad y la aleatoriedad.
Históricamente, la contraposición entre libre albedrío y determinismo ha sido un tema ampliamente debatido en filosofía y teología durante milenios, documentado desde la antigüedad en diversas culturas.
A pesar de la prevalencia de los juegos de azar en todas las épocas y culturas, durante mucho tiempo hubo poca investigación formal sobre el tema, posiblemente debido a la desaprobación de la Iglesia católica hacia los juegos y la adivinación. Aunque Gerolamo Cardano y Galileo Galilei escribieron sobre los juegos de azar, fueron Blaise Pascal, Pierre de Fermat y Christiaan Huygens quienes sentaron las bases de lo que hoy se conoce como teoría de la probabilidad.
Inicialmente, los matemáticos se centraron en la aleatoriedad estadística, considerando las frecuencias de bloques (es decir, no solo las frecuencias de ocurrencias de elementos individuales, sino también de bloques de longitudes arbitrarias) como medida de la aleatoriedad. Este enfoque se extendió a la entropía de la información en la teoría de la información.
A principios de la década de 1960, Gregory Chaitin, Andréi Kolmogórov y Ray Solomonoff introdujeron la noción de aleatoriedad algorítmica, donde la aleatoriedad de una secuencia se relaciona con su compresibilidad.

## Aleatoriedad en la Ciencia
En la investigación científica, la aleatoriedad se estudia mediante la estadística y la teoría de la probabilidad. En física, la mecánica estadística y la teoría del caos se han utilizado para construir modelos científicos de sistemas que exhiben un alto grado de imprevisibilidad y aleatoriedad aparente.

### Experimento Aleatorio
En teoría de la probabilidad, un experimento aleatorio es aquel que, bajo el mismo conjunto aparente de condiciones iniciales, puede presentar resultados diferentes.  Esto significa que no se puede predecir con certeza el resultado exacto de cada experiencia particular.  Un aspecto clave de la teoría de la probabilidad es que los resultados de un fenómeno aleatorio tienen una distribución de probabilidad bien definida.
El lanzamiento de un dado es un buen ejemplo de experimento aleatorio. El resultado de cada lanzamiento es impredecible en la práctica, a pesar de que el proceso físico subyacente es, en principio, determinista. Esta impredictibilidad se debe a la naturaleza caótica del lanzamiento, donde pequeñas variaciones en las condiciones iniciales (fuerza, ángulo, etc.) pueden producir resultados muy diferentes.
Esto contrasta con un experimento determinista, donde, conociendo todos los factores condicionantes, se puede predecir con exactitud el resultado. Por ejemplo, conociendo la altura desde la que se deja caer un objeto en el vacío, se puede calcular el tiempo que tardará en llegar al suelo.
Sin embargo, una colección de eventos estadísticos puede tratarse como un fenómeno determinista en estadística. Por ejemplo, al lanzar un dado de seis caras 600 veces, se espera que cada cara aparezca aproximadamente 100 veces.

### Causas de la Aleatoriedad
En el mundo físico macroscópico, la aleatoriedad se debe principalmente a la existencia de sistemas físicos con una evolución temporal caótica. La teoría del caos describe estos sistemas, donde, aunque los mecanismos físicos sean deterministas, pequeñas variaciones en las condiciones iniciales conducen a resultados muy diferentes. Esta propiedad se conoce como "dependencia sensible de las condiciones iniciales".
A nivel microscópico, muchos científicos postulan la existencia de un tipo de aleatoriedad cualitativamente diferente, asociada a los procesos de la mecánica cuántica. Aunque se han propuesto modelos cuánticos deterministas (mediante la introducción de variables ocultas), muchas interpretaciones de la mecánica cuántica, como la interpretación de Copenhague o la interpretación del colapso objetivo, sugieren que la evolución temporal de los sistemas cuánticos presenta elementos intrínsecos de aleatoriedad. Sin embargo, este tema sigue siendo debatido, y las interpretaciones deterministas, como la interpretación de los muchos mundos, han ganado adeptos en las últimas décadas.

### Aleatoriedad Estadística y Algorítmica
Durante el siglo XX, surgieron nuevas ideas para modelar la aleatoriedad en datos del mundo real y en las matemáticas. La complejidad de Kolmogórov abarca varios enfoques relacionados con las estructuras matemáticas y los conjuntos de datos, lo que ha llevado a preguntas filosóficas sobre la existencia de fenómenos aleatorios y la constructividad de objetos. El trabajo de Gregory Chaitin, por ejemplo, relaciona la aleatoriedad de los números reales y el problema de la parada con la irreductibilidad o incompresibilidad algorítmica (ver constante de Chaitin).

## Aleatoriedad en la Filosofía y la Religión
La predisposición humana a creer que "todo tiene un propósito o una causa" está implícita en la expresión "aparente carencia de propósito o causa".  Las personas tienden a buscar patrones en su experiencia, y el patrón más básico es la relación causa-efecto.  Esta tendencia parece estar arraigada en el cerebro humano y, posiblemente, en el de otros animales, como resultado de la evolución biológica, que ha favorecido la capacidad de predecir patrones regulares.
Debido a esta tendencia, la ausencia de una causa aparente puede resultar problemática.  Para resolver esta dificultad, a veces se atribuye la causa de los eventos aleatorios al azar.  Sin embargo, esto plantea el problema de definir el azar, lo cual es difícil sin caer en definiciones circulares.

### Aleatoriedad contra Impredecibilidad
Es importante distinguir entre aleatoriedad e impredecibilidad práctica.  Algunos sistemas matemáticos pueden parecer aleatorios, pero ser, en principio, predecibles si se conocieran todas las condiciones iniciales y las leyes que los gobiernan (como en el caso de los sistemas caóticos).  La teoría del caos demuestra que la impredictibilidad práctica puede surgir incluso en sistemas deterministas debido a la extrema sensibilidad a las condiciones iniciales.
En algunas disciplinas de la teoría de la computabilidad, la noción de aleatoriedad se identifica con la impredictibilidad computacional.
La impredictibilidad es esencial en ciertas aplicaciones, como la generación de números aleatorios para criptografía. En otras aplicaciones, como el modelado y la simulación, la aleatoriedad estadística es fundamental, pero la predictibilidad también puede ser útil (por ejemplo, para repetir simulaciones con las mismas condiciones iniciales).
El manejo adecuado de la aleatoriedad es un desafío para la ciencia moderna, las matemáticas, la psicología y la filosofía.  Definir la aleatoriedad de manera precisa y distinguir entre aleatoriedad aparente y verdadera es complejo.
Algunos filósofos argumentan que no existe la aleatoriedad en el universo, solo la impredictibilidad. Otros consideran que la distinción carece de sentido (ver determinismo).

### Aleatoriedad y Religión
Algunos teólogos han intentado resolver la aparente contradicción entre una deidad omnisciente y el libre albedrío recurriendo a la aleatoriedad.  Argumentan que si una deidad omnisciente conociera el pasado, presente y futuro, las acciones humanas no serían verdaderamente libres, ya que estarían predeterminadas.  Por lo tanto, para preservar el libre albedrío, se ha propuesto la aleatoriedad como un elemento intrínseco de la acción humana. Los discordianistas tienen una fuerte creencia en la aleatoriedad, el caos y la impredecibilidad.

## Aplicaciones y Usos de la Aleatoriedad
Los números aleatorios se investigaron inicialmente en el contexto de los juegos de azar, y muchos dispositivos aleatorios (como dados, cartas y ruletas) se desarrollaron originalmente para este propósito. La capacidad de generar números aleatorios de manera justa es crucial en los juegos de azar electrónicos, y los métodos utilizados suelen estar regulados por comisiones gubernamentales de juego.
Los números aleatorios también se utilizan en otros ámbitos donde su uso es matemáticamente importante, como en el muestreo para encuestas de opinión, y en situaciones donde la "equidad" se aproxima mediante la aleatorización, como la selección de jurados. Las soluciones computacionales para algunos tipos de problemas utilizan ampliamente números aleatorios, como en el método de Montecarlo y en los algoritmos genéticos.

### Generación de Aleatoriedad
Stephen Wolfram, en su libro Un nuevo tipo de ciencia, describe tres mecanismos responsables de la conducta aparentemente aleatoria en los sistemas:
1. Aleatoriedad proveniente del entorno: Por ejemplo, el movimiento browniano o los generadores de números aleatorios por hardware.
2. Aleatoriedad proveniente de las condiciones iniciales: Estudiada por la teoría del caos, se observa en sistemas cuyo comportamiento es muy sensible a pequeñas variaciones en las condiciones iniciales (como las máquinas de pachinko o los dados).
3. Aleatoriedad generada intrínsecamente por el sistema: También llamada secuencia pseudoaleatoria, es el tipo utilizado en los generadores de números pseudoaleatorios. Existen muchos algoritmos, basados en aritmética o en autómatas celulares, para generar números pseudoaleatorios. El comportamiento del sistema puede determinarse, en principio, conociendo el estado inicial (semilla) y el algoritmo utilizado. Este método es más rápido que obtener "verdadera" aleatoriedad del entorno.

Secuencia 2D pseudoaleatoria

Las numerosas aplicaciones de la aleatoriedad han dado lugar a diferentes métodos para generar datos aleatorios. Estos métodos varían en su grado de impredecibilidad o aleatoriedad estadística, y en su velocidad de generación.
Antes del desarrollo de los generadores computacionales de números aleatorios, generar grandes cantidades de números suficientemente aleatorios (importante en estadística) requería mucho trabajo. Los resultados a veces se recopilaban y distribuían como tablas de números aleatorios.

### Enlaces relacionados con la generación de aleatoriedad
- Entropía (información)
- Teoría de probabilidad
- Secuencia pseudoaleatoria
- Número aleatorio
- Variable aleatoria
- Proceso estocástico

## Malinterpretaciones o Falacias Lógicas
Las percepciones populares sobre la aleatoriedad suelen estar equivocadas, basadas en falacias lógicas.

### "Un número está «debido»"
Este argumento sostiene que, dado que todos los números eventualmente aparecerán en una selección aleatoria, aquellos que aún no han aparecido están "debidos" y es más probable que salgan pronto. Esta lógica solo es correcta si se aplica a un sistema donde los números que salen se eliminan del sistema, como cuando se barajan las cartas sin volver a colocarlas en el mazo. Es cierto, por ejemplo, que una vez que se retira una jota de la baraja, es menos probable que la siguiente carta sea una jota. Sin embargo, si la jota se devuelve al mazo y este se baraja de nuevo, hay la misma probabilidad de sacar una jota que cualquier otra carta. Lo mismo se aplica a cualquier otro caso donde los objetos se seleccionan de forma independiente y no se retira nada del sistema después de cada evento, como el lanzamiento de un dado, una moneda o la mayoría de las loterías.

### "Un número está «maldito» o «bendito»"
Este argumento es el inverso del anterior y sostiene que los números que han aparecido con menos frecuencia en el pasado seguirán apareciendo con menos frecuencia en el futuro ("maldito"). El argumento opuesto, "un número está «bendito»", afirma que los números que han aparecido con más frecuencia en el pasado lo seguirán haciendo en el futuro. Esta lógica solo es válida si el proceso de selección está sesgado de alguna manera (por ejemplo, un dado cargado). Si se sabe con certeza que el proceso es justo, los eventos pasados no influyen en los eventos futuros.
En la naturaleza, los eventos inesperados o inciertos raramente ocurren con frecuencias perfectamente iguales. Por lo tanto, observar los resultados para aprender qué eventos podrían tener mayores probabilidades tiene sentido. Lo que es falaz es aplicar esta lógica a sistemas diseñados específicamente para que todos los resultados sean igualmente probables (dados, ruletas, etc.).

## Citas
- «Dios no juega a los dados con el universo». —Albert Einstein
- «Los números aleatorios no deberían ser generados por un método elegido aleatoriamente». —Donald E. Knuth
- «La generación de números aleatorios es demasiado importante para ser librada al azar». —Robert R. Coveyou, Laboratorio Nacional de Oak Ridge, 1969
- «Aquello que es estático y repetitivo es aburrido. Aquello que es dinámico y aleatorio es confuso. En el medio yace el arte». —John Locke
- «Río de lo predecible y cuento lo pseudoaleatorio». —Steven Roddis
- «¿Cómo osamos hablar de las leyes del azar? ¿No es el azar la antítesis de toda ley?». —Joseph Bertrand, Calcul des probabilités, 1889